# 库尔库埃
库尔库埃（法語：Courcoué，法語發音：[kuʁkwe]）是法国安德尔-卢瓦尔省的一个市镇，位于该省南部偏西，属于希农区。

## 地理
库尔库埃（47°2'2"N, 0°23'45"E）面积15.66 平方千米，位于法国中央-卢瓦尔河谷大区安德尔-卢瓦尔省，该省份为法国中西部省份，北起萨尔特省、东北接卢瓦-谢尔省，东南接安德尔省，南至维埃纳省，西临曼恩-卢瓦尔省。
与库尔库埃接壤的市镇（或旧市镇、城区）包括：布拉卢、沙韦涅、舍泽勒、吕泽、拉图尔圣热兰、韦尔讷伊堡。

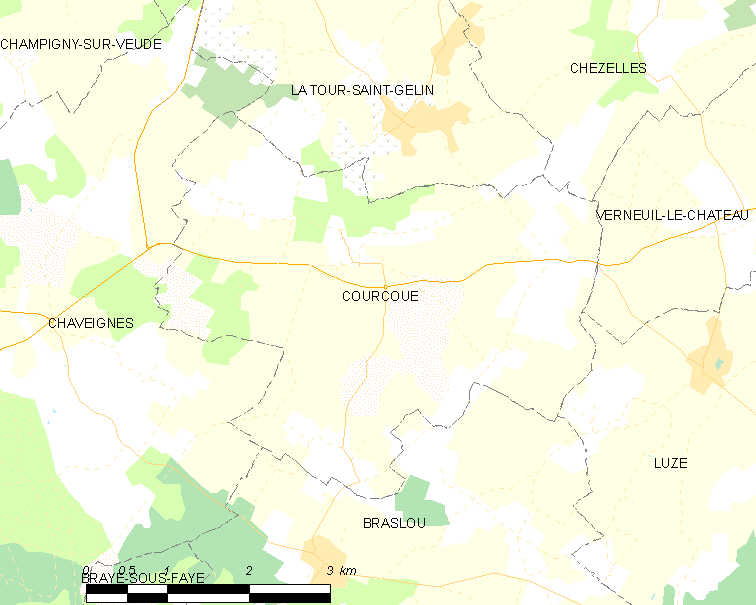
库尔库埃的OSM定位图

库尔库埃的时区为UTC+01:00、UTC+02:00（夏令时）。

## 行政
库尔库埃的邮政编码为37120，INSEE市镇编码为37087。

## 政治
库尔库埃所属的省级选区为图赖讷地区圣莫尔县。

## 人口

1962-2008年间库尔库埃人口变化图示

库尔库埃于2022年1月1日时的人口数量为237人。